# Condylostylus cilitarsis
Condylostylus cilitarsis är en tvåvingeart som först beskrevs av Wulp 1888.  Condylostylus cilitarsis ingår i släktet Condylostylus och familjen styltflugor. Inga underarter finns listade i Catalogue of Life.